# Гръмотевица
Гръмотевицата е силен звук, наподобяващ гърмеж, съпровождащ явлението мълния (или светкавица). Поражда се от рязкото затопляне и разширяване на въздуха в и около светкавицата. Последната изменя въздуха в плазма, която се разширява изключително бързо, получава се вид ударна вълна, която предизвиква звука, познат като гръмотевица.
Това явление се случва едновременно с проблясването на светкавицата, но ние чуваме самия гръм известно време след като видим проблясъка, понеже скоростта на светлината (около 300 000 km/s) е многократно по-голяма от тази на звука (около 0,34 km/s, зависеща от температурата, влажността и налягането на въздуха).
Страхът от гръмотевици се нарича астрафобия.

## Пораждане

### Исторически схващания
Първата известна теория, приписвана на Аристотел, твърди, че гръмотевиците са следствие на сблъсъка на облаци. По-късно изникват още много разнообразни твърдения. През средата на 19 век най-разпространено е вярването, че светкавицата създава вакуум, а гръмотевицата е звукът от въздуха, който се стреми да запълни вакуума. Друга теория твърди, че светкавицата произвежда някакъв газ, който избухва и издава звук.

### Съвременно обяснение
Общоприетото схващане днес е, че гръмотевицата започва от ударната вълна, която е резултат от рязкото покачване на температурата на плазмата в светкавицата. За части от секундата въздухът се нагрява до температура, надвишаваща 20 000 °C. При това той се йонизира и също толкова рязко се разширява. Именно това разширяване поражда звуковата вълна, наподобяваща тази предизвикана от самолет когато скоростта му преминава звуковата бариера.

## Изчисляване на разстояние
Тъй като звукът и светлината имат различна скорост, чрез измерване на интервала от време между проблясъка и гърма, можем да изчислим на какво разстояние е била светкавицата. Скоростта на звука е около 340 m/s, а тази на светлината е толкова голяма, че можем да приемем, че достига наблюдателя мигновено. Това означава, че ако гръмотевицата закъснее с 3 s, мълнията е паднала на приблизително 1 km разстояние. Едновременно проблясване и гръм означават, че мълнията е била съвсем наблизо. Гръм рядко може да бъде чут на повече от 24 km.

## Видове гръмотевици
Също както мълниите, и гръмотевиците се разделят на няколко вида според акустиката.
Най-често звукът от гръмотевицата при обикновените мълнии напомня препукване и/или разкъсване, придружени от тътен. При мълниите облак – облак (IC/CC) звукът е само тътен заради голямата височина на мълнията. Гръмотевицата от положителна мълния е в пъти по-силна от обикновената и звучи като експлозия на минометна граната. Има много силен тътен, който понякога може да се чува в продължение на минута. Подобна на CG+ е гръмотевицата от възходящата мълния GC, но по-слаба. Високоатмосферните разряди не произвеждат гръмотевица.